# 若宮弘明
若宮 弘明（わかみや ひろあき）は、日本の漫画家。

## 概要
主にコメディタッチの作品を描いている。

## 作品リスト
- ヴァンパイア 〜終末の使者 ビクトル〜（月刊少年マガジン）全2巻 - カプコンの格闘ゲーム『ヴァンパイア』のコミカライズ。登場人物の一人、ビクトル・フォン・ゲルデンハイムを主軸としている。
  1. ISBN 9784063122527（1996年3月）
  2. ISBN 9784063122763（1996年5月）

- たんぽ（『週刊少年マガジン』2003年43号、『マガジンSPECIAL』2004年9号 - 2006年11号）全6巻 - 娘3人が借金の担保として借金返済に携わる。次女は名門の女子高に通う。そこで様々な事件に遭遇する。
  1. ISBN 9784063635218（2005年4月15日）
  2. ISBN 9784063635478（2005年6月17日）
  3. ISBN 9784063636017（2005年11月17日）
  4. ISBN 9784063636703（2006年5月17日）
  5. ISBN 9784063637373（2006年10月17日）
  6. ISBN 9784063637632（2006年12月15日）

- 蹴球少女（『good!アフタヌーン』創刊号 - 2014年47号） - 榊原優希は名門・栖鳳学園に入学する。サッカー部に入部したが部員は藤咲鈴と彩音の女子部員2名だけで男子部員は辞めていた。
  1. ISBN 9784063106299（2010年2月5日）
  2. ISBN 9784063106596（2010年5月7日）
  3. ISBN 9784063107067（2010年11月5日）
  4. ISBN 978-4-06-310759-3（2011年7月7日）
  5. ISBN 978-4-06-387809-7（2012年3月7日）
  6. ISBN 978-4-06-387847-9（2012年11月7日）
  7. ISBN 978-4-06-387892-9（2013年6月7日）
  8. ISBN 978-4-06-387952-0（2014年2月7日）
  9. ISBN 978-4-06-388005-2（2014年11月7日）
  10. ISBN 978-4-06-388006-9（2014年11月7日）

- ラブプラスカノジョの過去
  - ISBN 9784063107081（2010年11月5日）